# Короткі зустрічі (фільм, 1967)
«Короткі зустрічі» (рос. «Короткие встречи») — український радянський художній фільм 1967 року режисерки Кіри Муратової.
Займає 13-у позицію у списку 100 найкращих фільмів в історії українського кіно.

## Сюжет
Покинувши рідне село, Надя разом з подругою їде до міста. Дорогою вона влаштовується на роботу в чайну і знайомиться з молодим геологом Максимом.. Він мав всі необхідні для продовження знайомства чесноти, але у нього була улюблена жінка, яка жила в місті і чекала його вдома. У їхню квартиру і приїздить закохана в Максима Надя. Невдовзі дівчина розуміє, що вона — зайва у цих стосунках. У фіналі, вона накриває для чоловіка та жінки святковий стіл, забирає речі та їде.

## Історія
Ідея для фільму у Кіри Муратової народилася випадково. Тільки переїхавши до Одеси після закінчення ВДІКу, режисерка зіткнулася з регулярними перебоями з водопостачанням. Практично в кожному будинку, де бувала, К. Муратова, вона часто бачила ємності з водою на випадок чергового відключення. К. Муратовій захотілося зняти фільм про жінку, яка підключає водопостачання в нові «хрущовки», але в особистому житті терпить невдачі від свого непостійного чоловіка, часом порівнюючи його з водою, яка з'являється і знову пропадає.
Спершу роль Максима дісталася акторові Станіславу Любшину, але він віддав перевагу зйомкам у «Щит і меч». К. Муратова говорила, що не могла через це відкласти зйомки, бо вона була початківцем і її проєкт віддали б комусь іншому. За однією версією, версію В.Висоцького запропонував другий режисер стрічки Олександр Боголюбов. К. Муратова не одразу хотіла брати на роль В.Висоцького, оскільки у неї було інше бачення цього образу, бард здавався їй «жорстким варіантом». Але О.Муратов та друзі вмовили режисерку. О.Муратов говорив, що В. Висоцький не такий тонкий актор, зате «більше схожий на справжнього геолога».
|  | "Не знаю, чи переконали ми її, або просто життя приперло до стіни, але вона, врешті-решт, з деяким жахом пішла на цей варіант", - говорив О. Муратов |

За іншою версією, під час здачі фільму «Вертикаль», К. Муратова була членом художньої ради Одеської кіностудії. Вона побачила В.Висоцького і одразу запропонувала йому роль.
Зі сценарієм В.Висоцький ознайомився у 1966 році. Ось що він писав у листі про свої враження:
|  | «А на наступний день (це поки ще в Одесі) дали мені почитати ще один сценарій, режисер жінка, Кіра Муратова, хороший режисер, хороший сценарій, хороша роль, головна і знову в бороді (фотографія звідти), зробили кінопроби, дали за неї грошей. Подивилися: добре я зіграв, добре виглядав, добре говорили (наголос треба робити на слові добре). Але це навряд чи вийде за термінами, а шкода. Можна було відмовитися від альпініста (мається на увазі у "Вертикалі"), але шкода пісень і місця зйомок» |

Члени знімальної групи відзначали, що режисерка і актор у висновку «спрацювались». Ось що згадував про знімання оператор Г. Карюк:
|  | Вони з Кірою були чудовою акторською парою: грали в одному і тому ж натурально-яскравому ключі, багато імпровізували. Я часто не мав уявлення, де сказати "стоп". |

«Короткі зустрічі» — єдиний фільм К. Муратової, де вона також виступає як акторка. Роль Валентини Іванівни мала грати Антоніна Дмитрієва, але К. Муратова згадує, що вони не спрацювалися. Режисерці не подобалося, як А. Дмитрієва виглядає у кадрі, до того ж у акторки виник конфлікт з адміністрацією кіностудії. К. Муратова згадує:
|  | Але на кого змінювати? Не було нікого іншого, а я репетирувала з усіма чоловіками, тому що це був мій сценарій, мій текст, і я його добре знала. Мені асистент режисера Тарасуль Геннадій Львович сказав: "А давайте Ви самі спробуєте зіграти". Ну і спробувала, стало виходити" |

Знімання розпочали у вересні 1966 р. і воно тривало до січня 1967 р. У червні 1967 р. розпочали озвучування. Павільйонне знімання відбувалося на Одеській кіностудії, щодо локації натурного — достеменно невідомо.
Спочатку стрічці приписали 3-тю, найнижчу категорію, потім зовсім прибрали «на полицю». Фільм вперше показали на великому екрані лише через 20 років — у 1987 році. Його побачили 4 мільйони глядачів.

## У ролях
В головних ролях:
- Ніна Русланова — Надя
- Володимир Висоцький — Максим
- Кіра Муратова — Валентина Іванівна

В ролях та епізодах:
- Лідія Базильська — Любка
- Ольга Вікландт — перукар
- Олексій Глазирін — Семен Семенович, геолог
- Валерій Ісаков — буфетник
- Світлана Немоляєва — Льоля, манікюрниця
- Кирило Маринченко — Кирило Федотович Тарасенко, начальник будівництва
- Тетяна Мідна, Александров, Іванова, Медвинський, Санду, Григорій Коган, Карпі, Коротич, Раїса Радько, Ігор Старков (немає в титрах), Катерина Загорянська (немає в титрах), Рудольф Мухін (немає в титрах), Леонід Кушнір (немає в титрах).

## Творча група
- Сценарій: Кіра Муратова, Леонід Жуховицький
- Режисер-постановник: Кіра Муратова
- Оператор-постановник: Геннадій Карюк
- Художники-постановники: Олександра Конардова, Олег Передерій
- Режисери: Олександр Боголюбов, Марк Толмачов, Геннадій Тарасуль (асистент режисера)
- Художник по костюмах: Л. Толстих
- Художники по гриму: Л. Брашеван, Зоя Губіна
- Монтажер: Ольга Харькова
- Редактор: Євгенія Рудих
- Звукооператор: Ігор Скіндер
- Композитор та диригент: Олег Каравайчук
- Ансамбль солістів Симфонічного оркестру Ленінградської філармонії
- Пісні Володимира Висоцького
- Директор картини: А. Сердюков

## Цікаві факти
- Це перша самостійна картина Кіри Муратової[2].
- Режисерка сама написала сценарій, частково адаптувавши оповідання Леоніда Жуховицкого і Леоніда Фоміна[2].
- У 2001 році фільм показали на міжнародному кінофестивалі в Сан-Франциско.

## Нагороди
- 1987 — Кінопремія «Ніка» у номінації Найкраща жіноча роль Ніні Руслановій за ролі в кінофільмах «Короткі зустрічі» (1967), «Знак біди» (1986), «Завтра була війна» (1987)[4].